# Westmoreland (Tennessee)
Westmoreland – miasto w Stanach Zjednoczonych, w stanie Tennessee, w hrabstwie Sumner.